# Iuri Grekov
Iuri ori Iurii Grekov, precum și variantele Iurie,
Iuri sau Iurii Grecov (în rusă Юрий Греков; n. 16 aprilie 1938, Cahul, România – d. 19 august 2010, Chișinău, Republica Moldova) a fost un scriitor și traducător sovietic și moldovean de limbă rusă.

## Biografie
S-a născut în orașul Cahul din județul omonim, Basarabia (România interbelică), în familia lui Fedor Grekov (1903-1990) și Elena Grekova (Notevskaia) (1906-1998), ambii bulgari basarabeni. A lucrat în ziare regionale până în 1964, apoi, în presa republicană moldovenească. Din 1975 a fost membru al Uniunii Scriitorilor din URSS.
Din 1988 până la sfârșitul vieții sale a fost redactor-șef al revistei literare Кодры („Codri”, ulterior, Moldova literară).
Prima carte (pentru copii) Голубые искры („Scântei albastre”) a fost publicată de editura „Lumina” din Chișinău în 1966. În anii următori, au fost publicate peste douăzeci de cărți ale sale. Povestea Дротик Одиссея („Dartul Odiseei”) a fost publicată în Germania (1981), colecția На кругах времен („Pe cercurile vremurilor”), în Bulgaria (1982), povestea „Calif pentru o oră” a fost publicată în română (1990), „Eminescu în oglinda filateliei” (1995), în rusă și română. De asemenea, a tradus proză din ucraineană, română și bulgară.
În ultimii ani, a lucrat la zece volume ale Энциклопедия Юрия Грекова от А до Я („Enciclopedia lui Iuri Grekov de la A la Z”); în prezent au fost publicate primele șapte volume în limbile rusă și română: Румыния в лицах („România în chipuri”), Сюрпризы, курьезы и всякая всячина („Surprize, curiozități și tot felul de lucruri”), Родина („Patria”), О, женщины („Oh, femeile”), На пороге Вселенной („La pragul Universului”), Как это было („Cum a fost”), Короны, короны, короны („Coroane, coroane, coroane”). Au fost pregătite pentru publicare: Евреи знаменитые, очень знаменитые и очень-очень знаменитые („Evrei celebri, foarte faimoși și foarte, foarte faimoși”), Имя на карте („Nume pe hartă”), Масоны. Кто это? („Francmasoni. Cine sunt?”).
Scriitorul a fost distins cu premii de stat ale Republicii Moldova: medalia „Mihai Eminescu” (1996) pentru merite literare, Ordinul „Gloria Muncii” (1998) și cel mai mare premiu al țării, Ordinul Republicii (2010).
A decedat la 19 august 2010 la Chișinău.
La 17 aprilie 2018, la Chișinău a fost organizată o seară de omagiere a scriitorului, care ar fi împlinit 80 de ani.